# Peyton Westlake
Peyton Westlake, conosciuto come Darkman, è un personaggio della serie cinematografica Darkman diretta da Sam Raimi, nel primo film e da Bradford May nel secondo e nel terzo film.

## Biografia del personaggio
Nel primo film, Peyton è uno scienziato che sta cercando di realizzare un nuovo tipo di pelle sintetica, che tuttavia ha una durata massima di 99 minuti, dopodiché si scioglie. Peyton è fidanzato con l'avvocato Julie Hastings, che intende sposare. Tuttavia, a causa delle azioni legali di Julie contro il costruttore Louis Strack Jr., finisce involontariamente nelle mire del suo "socio in affari"  Robert G. Durant, un serial killer e allo stesso tempo boss del crimine, che per recuperare importanti documenti nascosti da Julie nel suo laboratorio, fa prima uccidere l'assistente di Peyton, poi i suoi uomini torturano quest'ultimo facendogli appoggiare le mani su due trasformatori elettrici che lo ustionano fino all'osso e gli immergono la faccia in una vasca d'acido. Successivamente Durant dà fuoco alle bombole di gas del laboratorio facendolo esplodere, proprio mentre Julie stava per andare da Peyton, che infuocato cade nel fiume.
Recuperato da un gruppo di scienziati, Peyton viene sottoposto da un intervento che recide i nervi del tratto spinotalamico, al fine di non fargli provare dolore per via delle ustioni. L'effetto collaterale è che il livello di adrenalina aumenta, provocando la crescita della forza fisica e disturbi psicologici.
Difatti non appena Peyton si risveglia viene colto da un raptus, fugge dall'istituto medico e ritorna nelle rovine devastate del suo laboratorio dove, una volta scoperto che il macchinario per creare la pelle sintetica è sopravvissuto all'esplosione, inizia a ricostruirsi il volto digitalizzando una sua fotografia, ma che non può usare a lungo di giorno, in quanto estremamente fotosensibile.
Da qui inizia la sua personale vendetta contro il boss Durant, mettendo i suoi scagnozzi uno contro l'altro grazie alle sue maschere ed eliminandoli personalmente, per poi giungere al boss, in modo da fargliela pagare per avergli rovinato la vita. Peyton riesce a ucciderle Durant e successivamente a fare fuori Strack ma poi è costretto a lasciare Julie per non farla convivere con i suoi problemi diventando un vigilante col nome Darkman.

## Poteri e abilità
Per poter essere curato all'ospedale hanno dovuto sottoporlo ad un intervento chirurgico che comporta la recisione delle terminazioni nervose, rendendolo cosí immune al dolore ma anche incapace di provare sensazioni fisiche.
Per compensare questa mancanza, l'adrenalina scorre incontrollata attraverso il corpo dell'uomo, cosa che gli garantisce di migliorare i riflessi, la resistenza fisica e la sua forza.
Usando la sua pelle sintetica, Darkman è in grado di camuffarsi in chiunque lui voglia, imitandone la voce e le caratteristiche comportamentali, specie di criminali e malviventi, per portarli alla rovina.
È anche un abile combattente corpo a corpo, oltre ad essere un brillante scienziato dalla mente geniale.

## Altri media

### Cinema
- Al cinema il personaggio è interpretato da Liam Neeson nel film Darkman di Sam Raimi, mentre nei due seguiti diretti da Bradford May il personaggio è interpretato da Arnold Vosloo.